# GE C22-7i
A GE C22-7i é uma locomotiva diesel-elétrica produzida pela GE nos anos 90, para ser utilizada em países em desenvolvimento ou com exigência de baixo peso por eixo para o transporte de cargas, em substituição ao modelo U20C.
Tendo sido produzidas 20 locomotivas C22-7 no Brasil e Austrália, sendo destinadas a ferrovias do Brasil, da Argentina e da Austrália.
Foi projetada para linhas com restrições de gabarito e peso. São capazes de operar numa gama bastante variada de bitolas, desde 0,914 até 1,676m.

## Tabela
| Modelo | Potência (HP) | Bitola (m)    | Fabricante       | Origem             | Ano de Fabricação |
| ------ | ------------- | ------------- | ---------------- | ------------------ | ----------------- |
| C22-7i | 2200          | 1,000 a 1,676 | General Electric | Brasil e Austrália | 1999 e 2002       |

## Proprietários Originais
- * Originalmente as locomotivas Goninan-GE eram U22C sendo reformadas e reclassificadas como C22-MMi .
- A Estrada de Ferro Trombetas comprou em 2002 3 locomotivas C22-7i, numeradas como #108 a #110 para transporte de bauxita, como pode ser vista foto da locomotiva na fabrica da GE em Contagem-MG.
- Fotos da C22-7i na Ferrosur Roca  e  e .
- Fotos da Goninan-GE C22-MMi  da Queensland Rail.